# Estrecho de Euripo
El estrecho de Euripo (en griego antiguo: Πορθμός τοῦ Εὐρίπου; en griego moderno: Πορθμός του Ευρίπου, Porthmós tou Eurípou) es un angosto estrecho marino del mar Egeo que separa la isla griega de Eubea de Beocia, en la Grecia continental. El estrecho conecta el golfo Sur de Eubea, en el sureste, con el golfo Norte de Eubea, en el noroeste configurando un pasaje de navegación en la costa suroccidental de la isla de Eubea. Administrativamente, ambas riberas del estrecho pertenecen a la unidad periférica de Eubea, parte de la periferia de Grecia Central.
El estrecho en sí tiene una longitud de unos 10 km, con varios ensanchamientos y estrangulamientos en los que las riberas llegan a acercarse a unos 40 m (y en otro punto unos 160 m). Está sujeto a las corrientes que invierten la dirección cuatro veces al día por efecto de la marea. Su puerto principal es Calcis en Eubea, que está ubicado en el punto más angosto del estrecho, en su vertiente meridional.
Hay dos puentes que cruzan el estrecho, ambos en Calcis: uno es el puente colgante de Euripo, con un vano de unos 215 m (el estrecho tiene 160 m de ancho en ese punto) y el otro, un «puente practicable» o puente antiguo que se abre habitualmente durante las breves encalmadas en horas nocturnas para permitir el tráfico de barcos de desplazamiento y veleros. Está ubicado en el punto más angosto del estrecho, donde sólo tiene 38 m de ancho, pero donde la velocidad de las fuertes corrientes puede alcanzar los 11 nudos.

## Historia
En su Fedón, Platón hace a Sócrates usar la marea del Euripo como un símil para cosas que «van arriba y abajo» al describir el pensamiento de aquellos que sostienen que nada es firme ni estable (Fedón, 90c).